# Milan Horvatovič
Milan Horvatovič (ur. 26 lutego 1939 w Bratysławie) – czechosłowacki reżyser filmów animowanych.

## Wybrana filmografia
- 1979: Kizia i Mizia
- 1979: Pomarańczowa skrzynka

## Odznaczenia
- 1989: Zasłużony artysta[1]